# Lac Des Champs
Le lac Des Champs est plan d'eau douce de la zone de tête de la rivière Lemare (versant de la rivière Rupert), coulant dans Eeyou Istchee Baie-James (municipalité), en Jamésie, dans la région administrative du Nord-du-Québec, dans la province de Québec, au Canada.
Le bassin versant du "lac Des Champs" est accessible grâce à une route forestière (sens nord-sud) passant près de la rive Ouest et Sud du lac.
La surface du lac Des Champs est habituellement gelée de la fin octobre au début mai, toutefois la circulation sécuritaire sur la glace se fait généralement de la mi-novembre à la fin d'avril.

## Géographie
Le lac des Champs comporte une longueur de 10,0 km de nature difforme, une largeur maximale de 3,8 km et une altitude de 294 m. Les rives Est et Sud du lac comporte des zones de marais. Ce lac est alimenté par sept décharges dont :
- celle (venant de l'Est) drainant un ensemble de lacs non identifiés ;
- celle (venant du Sud) drainant un ensemble de lacs dont le lac Goulde ;
- celle (venant du sud-ouest) du lac Pukutimau.

Les principaux bassins versants voisins du lac des Champs sont :
- côté nord : lac Arques, lac Cramoisy, lac Bourier, rivière Nemiscau, rivière Eastmain ;
- côté est : lac Goulde, lac Hore, lac Le Vilin, rivière Rupert, rivière Nemiscau ;
- côté sud : rivière Lemare, rivière Rupert, lac La Bardelière, rivière à la Marte (rivière Rupert) ;
- côté ouest : rivière Lemare, rivière Rupert, rivière Nemiscau.

L'embouchure du lac des Champs est localisée à :
- 6,6 km au nord-est de l'embouchure du lac Lemare ;
- 34,5 km au nord-est de la confluence de la rivière Lemare et de la rivière Rupert ;
- 108,3 km au nord-est du lac Nemiscau ;
- 241 km à l'est de la confluence de la rivière Rupert et de la baie de Rupert[1].

L'embouchure du Lac des Champs est située au nord-ouest. Un détroit de 0,7 km de longueur et d'une centaine de mètres en largeur minimale sépare le Lac des Champs et la partie Est du lac Lemare. Le sommet (altitude : 434 m) du Mont Mistapeu est situé à 4,0 km au sud du lac.
À partir de l'embouchure du lac des Champs, le courant coule sur 326,9 km jusqu'à la baie de Rupert, selon les segments suivants :
- 14,0 km vers le sud-ouest, puis vers l'est, en traversant le lac Lemare ;
- 61,7 km vers l'ouest jusqu'à la confluence de la rivière à la Marte (rivière Rupert) ;
- 95,8 km vers l'ouest jusqu'à la confluence de la rivière Jolliet (venant du nord-est) ;
- 155,4 km vers l'ouest jusqu'à l'embouchure[1].

## Toponymie
Le toponyme "lac Des Champs" a été officialisé le 5 décembre 1968 par la Commission de toponymie du Québec, soit à la création de cette commission.